# Chappelle's Show
Chappelle's Show er et amerikansk komedieshow skabt af og med Dave Chappelle, der blev produceret fra 2003-2006. Showet blev i USA vist på Comedy Central og i Danmark vist på MTV. De indeholder i hvert afsnit parodier på kendte film og serier, som for eksempel Star Wars og Fear Factor. 
Serien fik en brat slutning, da Dave Chappelle pludselig hoppede fra showet. Andre medvirkende i showet er blandt andre Charlie Murphy.

## Medvirkende
- Dave Chappelle
- Anthony Berry
- Neal Brennan
- Bill Burr
- Brian Dykstra
- Drake Hill
- Sophina Brown
- Yoshio Mita
- Paul Mooney
- Charlie Murphy
- Randy Pearlstein
- Donnell Rawlings
- Mos Def
- Max Herman

## Gæstestjerner
- Ludacris
- Anthony Anderson
- Charles Barkley
- Todd Barry
- William Bogert
- Wayne Brady
- Bill Burr
- Nick Cannon
- Charo
- Tim Kang
- Damon Dash
- Carson Daley
- Guillermo Díaz
- Jamie Foxx
- Marla Gibbs
- Eddie Griffin
- Vida Guerra
- GZA
- Arsenio Hall
- Anthony Hamilton
- Ice-T
- Rick James
- Wyclef Jean
- Ron Jeremy
- Rashida Jones
- Stephen King
- Jessi Klein
- Spike Lee
- Lil Jon
- Angie Martinez
- John Mayer
- Melle Mel
- Paul Mooney
- Mos Def
- Charlie Murphy
- Patrice O'Neal
- Michael Rapaport
- Sally Jessy Raphael
- Donnell Rawlings
- Redman
- Joe Rogan
- RZA
- Susan Sarandon
- Russell Simmons
- Dee Snider
- Snoop Dogg
- Alani "La La" Vasquez
- Rich Vos
- N'Bushe Wright
- DMX

| Fjernsyn | Spire Denne artikel om et tv-program er en spire som bør udbygges. Du er velkommen til at hjælpe Wikipedia ved at udvide den. |